# Караменди-батир
Караменди́-бати́р (каз. Қарамеңді батыр) — село у складі Цілиноградського району Акмолинської області Казахстану. Входить до складу Жанаєсільського сільського округу.
Населення — 776 осіб (2021; 1004 у 2009, 935 у 1999, 997 у 1989).
Національний склад станом на 1989 рік:
- росіяни — 39 %.

До 2018 року село називалось Семеновка.